# Новаков, Дмитрий Викторович
Дмитрий Викторович Новаков (12 октября 1970, Новосибирск) — художник, скульптор, график, живописец.

## Биография
Родился 12 октября 1970 года в городе Новосибирск в семье студентов.
В юные годы в городе Ишим Тюменской области окончил детскую художественную школу под руководством Г. И. Шарапова.
В 1992 году окончил Ташкентский государственный педагогический институт имени Низами по специальности «Учитель рисования, черчения и труда».
В разные годы Дмитрий Новаков работал преподавателем в школе, дизайнером, скульптором, экскурсоводом.
С 1996 года занимается творческой художественной и выставочной деятельностью.
С 2003 года начинает работать как скульптор.
Имеет множество персональных выставок графических и скульптурных работ. Работы находятся в частных коллекциях США, Австралии, Германии, Англии, Финляндии, Турции, Японии, Кореи, Узбекистана, и других стран, а также в музейных собраниях России, Японии, Турции.
Член Творческого объединения художников секции графики при Академии Художеств Узбекистана с 2002 г.
В 2004—2005 гг. являлся исполняющим обязанности председателя секции графики Академии Художеств Узбекистана.
С декабря 2008 года имеет российское гражданство.
С мая 2014 года живёт и работает в Санкт-Петербурге.

## Творчество
В 1999 г. Дмитрий Новаков оказывается в числе победителей конкурса в области искусства и культуры с проектом «Выставка графических работ на темы сказок Х. К. Андерсена» от Институт «Открытое общество» Фонд Содействия (Фонд Сороса).
В 2004 г. Дмитрий Новаков на конкурсе «The Yomiuri International Cartoon Contest» Section в Токио (Япония) получил приз «The Citation» и награждён медалью.
В 2004 г. становится обладателем двух альтернативных премий — «Маэстро» и «Золотой карандаш» от секции графики Академии Художеств Узбекистана как лучший художник-график года.
С 2004 г. активно сотрудничает с историко-художественным музеем города Ишима.
С 2004 по 2008 годы для Ишимского историко-художественного музея Дмитрием Новаковым созданы скульптурные композиции «Раскаяние», «Вдохновение», «Мария» и другие. В 2005 г. автор безвозмездно предоставил Ишимскому историко-художественному музею 17 своих графических произведений.
В 2007 г. Д.Новаковым передан в дар библиотеке-филиалу № 16 г. Тюмени (ул. Олимпийская, 20а) железобетонный рельеф «Барон К. Ф. И. фон Мюнхгаузен», установленный позже, в 2010 году, в интерьере библиотеки.
В 2008 г. Д.Новаковым созданы тонированные под бронзу железобетонные рельефы русских писателей А. П. Чехова и П. П. Ершова.
Рельеф «А. П. Чехов» установлен на фасаде дома № 9 (ул. К. Маркса) города Ишима (на месте современного жилого дома, находился дом, в котором в 1890 году останавливался писатель).
Точная копия с рельефа «А. П. Чехов» была установлена в интерьере одной из библиотек города Тюмени, сегодня библиотека носит имя А. П. Чехова.
Рельеф «П. П. Ершов» установлен в 2009 году на главном фасаде здания Музея П. П. Ершова (ул. Советская, 30) в Ишиме.
В 2010 г. имя Дмитрия Викторовича Новакова вошло в энциклопедию города Ишима, как имя человека внесшего значительный вклад в жизнь города в области искусства и культуры.
В 2012 г. на фасаде нового жилого дома в городе Ишиме установлен скульптурный объект — «Памятник Воробью» — в память о вырубленных деревьях.

## Выставки и проекты
В разные годы Дмитрий Новаков принимает участие в республиканских и зарубежных выставках.
1999 — Первая персональная выставка. Выставка графики в музее Сергея Есенина. Ташкент. Узбекистан;
Участие и победа в конкурсе на малые гранты. Проект «Выставка графических работ на темы сказок Х. К. Андерсена» (Фонд Сороса).
2000 — Первая персональная выставка за рубежом. Выставка «Открытый дом». Вудсток. Штат Джорджия. США.
2001—2003 — Участие в Международном конкурсе «Bolognafiere» (Болонья, Италия) на самые красивые иллюстрации для детских книг.
2002 — Участие в выставке «Акварель, рисунок» в Центре современного искусства (Ташкент. Узбекистан);
Участие в благотворительном проекте, в выставке произведений изобразительного искусства, средства от продажи которых пошли на лечение больных детей. (Посольство Республики Польша. Ташкент. Узбекистан.);
Участие в организации и участие в выставке графики «Арт-Синтез» в Центральном Выставочном зале города Ташкент (Узбекистан);
Вторая персональная выставка графики в Медицинском Центре А.Назарова в Ташкенте (Узбекистан).
2003 — Третья персональная выставка графики «Пластика момента» в Центральном Выставочном зале города Ташкент (Узбекистан).
2004 — Участие и победа в конкурсе «The Yomiuri International Cartoon Contest» Section. Приз «The Citation». Токио. Япония;
Персональная выставка графики и скульптуры «Пластика момента—2» и участие в её организации в Краеведческом музее города Ишим (Россия).
2005 — Масштабная персональная выставка графики, скульптуры и малой пластики «Пластика момента—3» в краеведческом музее города Тюмень (Россия). Представлено более пятидесяти работ.
2007 — Персональная выставка «Мир Андерсена». Центральная городская библиотека города Тюмень (Россия), активное участие в её организации. Представлены двенадцать иллюстраций к сказкам Х. К. Андерсена.
2008 — Персональная благотворительная выставка «Мир Андерсена» в краеведческом музее города Нижняя Тавда (Тюменская область. Россия).
2010 — Участие в международной выставке, посвященной немецкому писателю Э. Т. А. Гофману. Представлен гипсовый бюст писателя. Калининград. Россия;
Участие и приз «За подвижничество» в международной выставке, посвящённой датскому писателю Х. К. Андерсену. Представлены двенадцать иллюстраций к сказкам и гипсовый бюст писателя. Калининград. Россия.
2011 — Участие в конкурсе макетов памятников в городе Ишим. Представлены макеты памятников «П. П. Ершов», «Чехов идущий», «Ангел-хранитель».
2013 — Участие в конкурсе макетов памятника Андрею Рублёву в Санкт-Петербурге. Представлены три макета — «Андрей Рублёв», «Озарение», «Муки творчества».